# Autoszexualitás
Az autoszexualitás az a jelenség, mikor egy személy inkább előnyben részesíti a maszturbálást a partnerrel végzett szexuális aktussal szemben. 
A PubMed nevű ingyenes, szakmai, tudományos és életmódkutatásra specializálódott online kereső szolgáltatásban az autoszexualitásra mint keresőkifejezésre 1990-ben csupán egy maroknyi cikk idézet volt található, mint a maszturbálásnak egy eufemisztikus szinonimáját.
A genetikában arra a folyamatra is alkalmazzák, mikor a szülőpopulációt önmagával keresztezik, és mutáns utódok jönnek létre.